# Eudoxios z Antiochie
Eudoxios z Antiochie (asi 300 Arabissus v Kappadokii - 370 Konstantinopol) byl v letech 360–370 arcibiskup konstantinopolský. Předtím byl biskupem v Germanice (Kommagene) a Antiochii. Byl jedním z nejvlivnějších „homoiusijských“, tedy ariánství blízkých biskupů.
Eudoxius pravděpodobně studoval v Antiochii a po roce 330 byl jmenovám biskupem v Germanice (Kommagene) v Arménii. O něco později se stal také přívržencem teologického proudu, který dominoval na východě Římské říše; ten vycházel z Órigena, nazývá se „origenistický střed“ a zahrnoval také Eusebia z Nikomedie. Zúčastnil se synody v Antiochii (rok 341), sněmu v Serdici (343) a sněmu v Miláně (355), kam doručil dopis Eusebia z Vercelli. V Sirmiu Eudoxius pracoval na druhé sirmské formuli a nakonec se roku 358 stal nástupcem biskupa Leontia z Antiochie. Poté, co v prvních měsících roku 358 podpořil domnělé „novoariány“ Aetia z Antiochie a Eunomia, byl Eudoxius po protestech císařem Constantiem II. sesazen z funkce biskupa Antiochie a poslán zpět do své arménské vlasti. Krátce nato se zřejmě mohl vrátit a znovu se objevil na synodě v Seleucii (359), kde poté podepsal „homoiusijskou“ deklaraci Akakia z Caesareje v souladu s církevně politickým postojem Constantia II. Eudoxius pak byl  27. ledna 360 dosazen za biskupa Konstantinopole.
Eudoxius pokřtil roku 366 císaře Valense a pravděpodobně ovlivnil jeho církevní politiku, která opět prosadila homoiusijské vyznání víry z roku 360, z dob Constancia II. Podle Sozomena byli v následujících letech biskupové sesazení odpůrci nikajského vyznání, kteří chtěli císaře žádat o navrácení hodností, posíláni k Eudoxiovi s tím, že se buď podřídí jeho rozhodnutí, nebo půjdou do vyhnanství. Dokonce i synod v Tarsu, který se měl zabývat širším konsensem podporovaným Římem v duchu Nikaje, nechal Eudoxius na základě císařské autority zakázat. Konflikty trvaly i po Eudoxiově smrti v roce 370, stejně jako císařské metody uplatňování vlivu: Euagrios, který byl vysvěcen jako Eudoxiův nástupce pod nicejským vlivem, byl Valensem zamítnut, a nicejská strana, když odmítla jmenování homoiusiána Demofila, kterého si přál císař, byla pronásledována.